# Carcineretidae
Famille
Les Carcineretidae sont une famille de crabes fossiles du Crétacé. Elle comporte cinq espèces dans quatre genres.

## Liste des genres
- †Branchiocarcinus Vega, Feldmann & Sour-Tovar, 1995
- †Cancrixantho Van Straelen, 1934
- †Carcineretes Withers, 1922
- †Mascaranada Vega & Feldmann, 1991

## Référence
- Beurlen, 1930 : Vergleichende Stammesgeschichte Grundlagen, Methoden, Probleme unter besonderer Berücksichtigung der höheren Krebse. Fortschrifte in der Geologie und Paläontologie, vol. 8, p. 317–586.